# 정재근 (농구인)
정재근(鄭再根, 1969년 7월 23일 ~ )은 대한민국의 전 농구 선수이다. 선수시절 별명은 저승사자였다.